# Ormyrus gratiosus
Ormyrus gratiosus är en stekelart som först beskrevs av Förster 1860.  Ormyrus gratiosus ingår i släktet Ormyrus, och familjen kägelglanssteklar. Enligt den finländska rödlistan är arten nära hotad i Finland. Arten är reproducerande i Sverige. Artens livsmiljö är torra gräsmarker.